# Die Frau im Feuer
Die Frau im Feuer er en tysk stumfilm fra 1924 instrueret af Carl Boese.

## Medvirkende
- Asta Nielsen som Josefine
- Alfred Abel som Hans Fennhofer
- Gregori Chmara som Stanislaus
- Helene von Bolváry som Ein Straßenmädchen
- Lia Eibenschütz som Lisa
- Valeska Goldberger som Dame
- Erwin Fichtner som Fennhofers Chauffeur
- Henry Bender som Bellmann